# Friedrich Huldreich Carl Siegmann

Friedrich Huldreich Carl Siegmann, um 1800.

Friedrich Huldreich Carl Siegmann (* 28. April 1760 in Stolberg (Harz); † 28. September 1833 in Leipzig) war ein sächsischer Jurist und zwischen 1813 und 1830 neunmal Bürgermeister der Stadt Leipzig.

## Werdegang
Siegmann studierte Rechtswissenschaften an der Universität Leipzig, von der er am 5. Juli 1781 mit der Untersuchung "De iurisdictione summorum in Imperio iudiciorum ob caussarum continentiam in cives mediatos haud fundata" ("Über die Zuständigkeit der obersten Gerichte, speziell des Reichskammergerichts, wenn eine der streitenden Parteien nicht-reichsunmittelbar ist") zum Dr. iur. promoviert wurde. 
1789 wurde Siegmann in den Rat der Stadt Leipzig gewählt. Ab 1800 war er Stadtrichter und ab 1804 Baumeister der Stadt. In den Jahren 1813, 1815, 1817, 1819, 1821, 1824, 1826, 1828 und 1830 wurde er zum Bürgermeister gewählt. 
Seit 1794 war Siegmann Königlich-Sächsischer Oberhofgerichtsrat. Außerdem war er Beisitzer des Schöffenstuhls.

## Ehrungen
Siegmann war Träger des Sächsischen Zivildienstordens und des Kaiserlich-Russischen Wladimirordens (4. Klasse).

## Veröffentlichungen
- De iurisdictione summorum in Imperio iudiciorum ob caussarum continentiam in cives mediatos haud fundata. Jacobäer, Leipzig 1781.
- Versuch über die Rechte des Kaisers bey Streitigkeiten der Reichsstände über ihre Staatsgerechtsam im Verhältnisse zur Verfassung des Reiches im Ganzen. Leipzig, 1787.
- Ueber Geschichte und Umfang des Chursächsischen Privilegiums wider die Appellation an die Reichsgerichte, zur Prüfung der hierüber vom Herrn Hofrath Spittler im Götting. Histor. Magazin 2.B.2tes und 3tes stück angenommenen Grundsätze. Georg Joachim Göschen, Leipzig 1789.